# Entephria luteola
Entephria luteola är en fjärilsart som beskrevs av Aubert 1959. Entephria luteola ingår i släktet Entephria och familjen mätare. Inga underarter finns listade i Catalogue of Life.